# Elenjorda
Elenjorda est une localité du comté de Nordland, en Norvège.

## Géographie
Administrativement, Elenjorda fait partie de la kommune de Sørfold.